# Christian Nørgaard
Christian Thers Nørgaard (Copenhaga, 10 de março de 1994) é um futebolista dinamarquês que atua como volante. Atualmente, é jogador do Arsenal e da Seleção Dinamarquesa de Futebol.

## Carreira

### Lyngby e Hamburgo
Nørgaard começou sua carreira em seu país natal com o BK Heimdal e o Espergærde IF, antes de entrar na base do Lyngby em 2008. Ele progrediu para ganhar três convocações para o time principal durante a temporada 2011-12 e fez sua única aparição sênior pelo clube como substituto em um empate de 2 a 2 na Superliga com o HB Køge em 20 de novembro de 2011. Dois meses depois, Nørgaard rejeitou o interesse do Milan e do Hoffenheim para se transferir para o Hamburgo, clube da Bundesliga, por uma taxa de € 400.000. Ele assinou um contrato de 3 anos e 6 meses, mas não conseguiu se estabelecer no clube e não conseguiu fazer nenhuma aparição no time principal antes de sua saída em agosto de 2013. Ele ganhou sua primeira experiência regular no futebol profissional com 22 aparições pelo time reserva.

### Brøndby
Em 21 de agosto de 2013, foi anunciado que Nørgaard havia se juntado ao clube dinamarquês da Superliga, Brøndby, em um contrato de quatro anos. Após três primeiras temporadas difíceis no clube, ele se tornou um jogador regular na equipe sob o comando do novo técnico Alexander Zorniger e assinou um novo contrato de 2 anos. Nørgaard foi nomeado Jogador do Ano do Brøndby no ano de 2017 e ganhou o primeiro troféu de sua carreira, a Copa da Dinamarca de 2017-18. Nørgaard se tornou um herói no clube e, na época de sua saída em julho de 2018, ele havia feito 147 partidas e marcado 12 gols.

### Fiorentina
Em 19 de julho de 2018, Nørgaard mudou-se para a Itália para assinar com o clube da Série A Fiorentina por uma taxa de aproximadamente € 3,5 milhões. Ele assinou um contrato de quatro anos, mas foi informado no final da temporada 2018-19 que estava livre para deixar o clube. Nørgaard fez apenas seis aparições antes de deixar o Estádio Artemio Franchi em maio de 2019.

### Brentford

#### 2019-20
Em 28 de maio de 2019, Nørgaard mudou-se para a Inglaterra para se juntar ao Brentford em um contrato de quatro anos, com a opção de um ano adicional, por uma taxa não revelada, relatada em £2,8 milhões. Querendo "se apaixonar pelo futebol novamente", a mudança reuniu Nørgaard com seu ex-jovem da Dinamarca e técnico do Brøndby, Thomas Frank, que inicialmente fez contato com ele durante a temporada anterior. Usado como meio-campista de triagem na frente da defesa, Nørgaard fez 45 aparições durante a temporada 2019-20, que terminou com a derrota na final do play-off do campeonato de 2020. Em setembro de 2020, ele assinou um novo contrato de quatro anos, com a opção de mais um ano.

##### 2020-21
Nørgaard começou a temporada 2020-21 como um virtualmente sempre presente no meio-campo e ganhando reconhecimento internacional profissional com a Dinamarca, mas uma lesão no tornozelo sofrida durante uma partida contra o Preston North End em 4 de outubro de 2020 o impediu de fazer apenas uma aparição durante os quatro meses seguintes. Nørgaard retornou ao time no final de fevereiro de 2021 e no final da temporada foi escalado como líbero em uma formação 3-5-2. Uma lesão restringiu Nørgaard a apenas uma aparição durante a campanha do playoff de 2021 do Brentford, que culminou na promoção para a Premier League após uma vitória por 2 a 0 sobre o Swansea City na final. Ele terminou a temporada com 22 jogos e um gol, marcado na vitória por 2 a 0 sobre o Southampton na segunda rodada da Copa da Liga Inglesa no início da temporada.

#### 2021-22
Nørgaard marcou seu segundo gol na carreira do Brentford no dia de abertura da temporada 2021-22, em uma vitória por 2 a 0 sobre o Arsenal. Ele continuou como um virtual sempre presente nas partidas da Premier League e no final de dezembro de 2021, ele assinou um novo contrato de 3 anos e 6 meses, com opção de um ano. As atuações de Nørgaard foram reconhecidas com os prêmios de Jogador do Ano dos Torcedores e Jogadores do clube. Ele encerrou a temporada 2021-22 com 38 aparições, três gols e tendo tentado o maior número de faltas de qualquer jogador da Premier League.

#### 2022-23
Devido a um problema no joelho sofrido antes da partida final do Brentford na temporada 2021-22, Nørgaard perdeu grande parte da pré-temporada 2022-23 do Brentford, embora tenha participado do campo de treinamento do clube. Ele voltou a jogar para o amistoso final da pré-temporada em 30 de julho de 2022. Nørgaard foi afetado por um problema persistente no tendão de Aquiles durante a temporada, que não exigiu cirurgia e depois de jogar com dor no meio da temporada, o problema pareceu se resolver. Ele perdeu três meses da temporada e terminou com 23 jogos e um gol. Como vice-capitão, muitas de suas aparições foram como capitão, substituindo o lesionado Pontus Jansson, que perdeu grande parte da temporada.

#### 2023-24
Após a saída do capitão Pontus Jansson no final da temporada 2022-23, Nørgaard assumiu a braçadeira. Durante a pré-temporada 2023-24, Nørgaard foi deixado de fora do elenco da Premier League Summer Series de 2023 do clube, mas ele fez um retorno goleador ao jogo em um amistoso a portas fechadas contra o Lille em 5 de agosto de 2023. Novamente titular quando em forma, Nørgaard fez 33 aparições e marcou dois gols durante a temporada 2023-24, na qual o Brentford terminou em 16º lugar, embora 13 pontos à frente da zona de rebaixamento.

### Arsenal
Em 10 de julho de 2025, o Arsenal anunciou a contratação de Nørgaard. Através das redes sociais e em comunicado, os Gunners confirmaram a chegada do volante dinamarquês. Nørgaard assinou por um valor inicial de £ 10 milhões de libras — com possíveis £ 5 milhões em complementos relacionados ao desempenho — em um contrato de dois anos com opção de um terceiro ano. O volante assumiu a camisa de número 16 no clube londrino.

## Carreira Internacional
Nørgaard foi um substituto não utilizado pela seleção principal da Dinamarca durante quatro partidas da fase de grupos da Liga das Nações de 2018–19 e das eliminatórias da Euro 2020 em 2018 e 2019. Em 8 de setembro de 2020, Nørgaard fez sua estreia pela seleção principal em um empate de 0 a 0 na Liga das Nações contra a Inglaterra e seu desempenho foi reconhecido com o prêmio de jogador da partida da Associação Dinamarquesa de Futebol. Depois de ganhar mais três partidas durante a temporada 2020–21, Nørgaard foi convocado para a seleção da Dinamarca para a Euro 2020 e apareceu como substituto em cinco das seis partidas da corrida dos dinamarqueses até a semifinal. Nørgaard foi convocado para a seleção da Dinamarca para a Copa do Mundo de 2022 e fez uma aparição como substituto antes da eliminação da equipe na fase de grupos. Nørgaard foi convocado para a seleção dinamarquesa para a Euro 2024 e fez três aparições como substituto antes da eliminação da equipe nas oitavas de final.

## Títulos

#### Brøndby
- Copa da Dinamarca: 2017-18